# Balthasar I Moretus

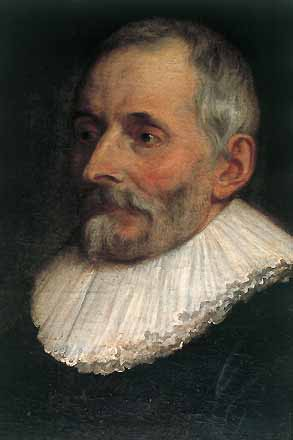
Portret van Balthasar I Moretus door Peter Paul Rubens

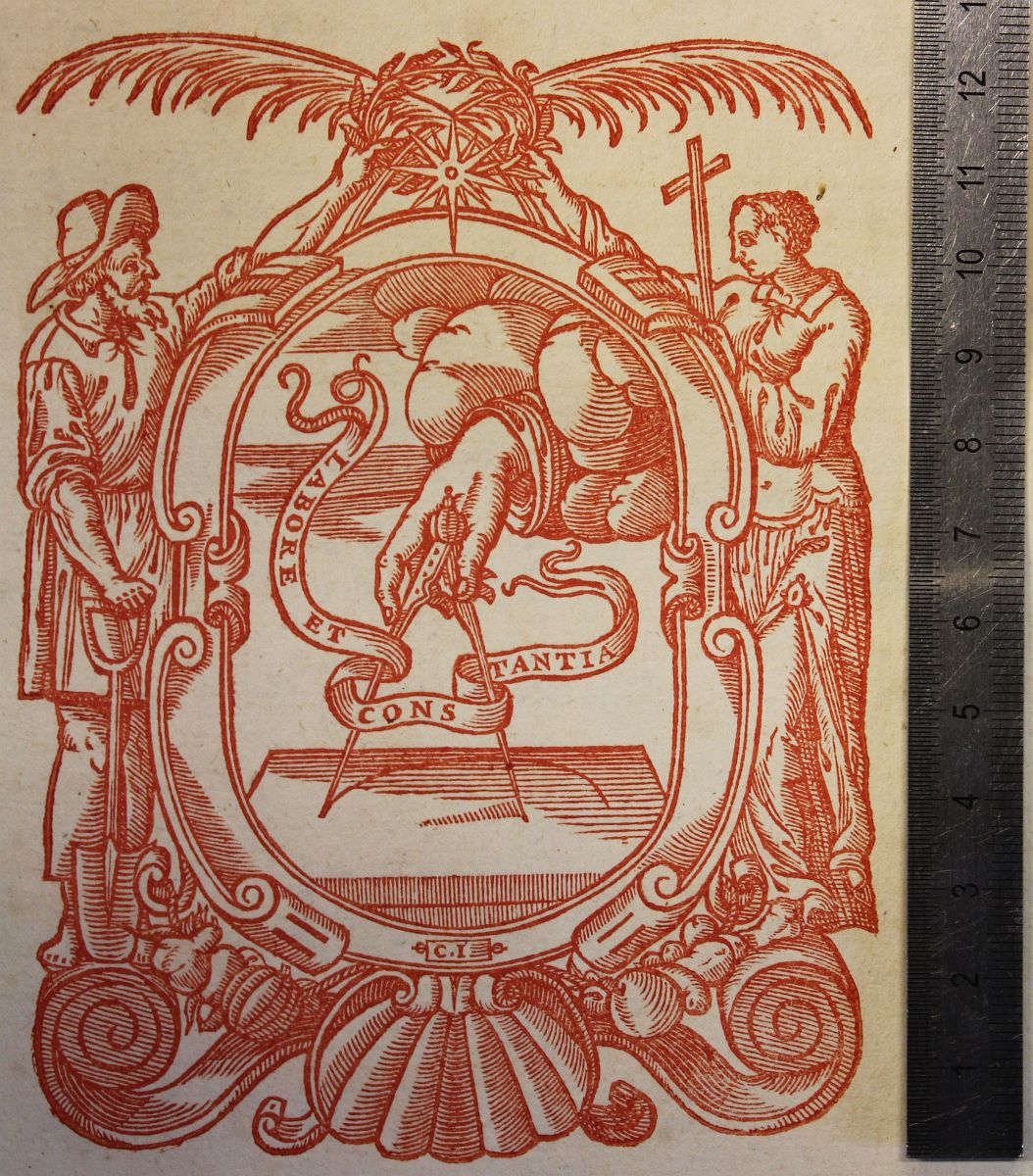
Drukkersmerk van Balthasar I Moretus, gebruikt in Missale Romanvm, ex decreto sacrosancti concilii Tridentini restitvtvm (1630) - Katholieke Universiteit Leuven, Maurits Sabbebibliotheek 2-003685/D1 (f. 22K4 recto).

Balthasar I Moretus (Antwerpen, 23 juli 1574 – 8 juli 1641) was een Vlaams drukker en hoofd van de Antwerpse drukkerij Plantijn.
Hij was de derde zoon van Jan I Moretus en Martine Plantijn, en dus de kleinzoon van Christoffel Plantijn, stichter van de drukkerij Officina Plantiniana. Hij was van zijn geboorte aan zijn rechterzijde verlamd en werd daarom als proeflezer aangesteld in de drukkerij. Hij was humanistisch geschoold, een intellectueel en dichter. Peter Paul Rubens zat korte samen met hem op de schoolbanken. De drukkerij kent onder Balthasar I een bloeiperiode.  Hij studeerde Latijn en ging verder studeren bij Justus Lipsius.
Zijn vader en moeder hadden bij testament vastgelegd dat hun erfgenamen ervoor moesten zorgen dat de ‘’Officina Plantiniana’’ onder alle omstandigheden één geheel zou blijven. Daardoor kwam de uitgeverij na de dood van Jan I Moretus in 1610 in handen van zijn zoon Balthasar en diens jongere broer Jan II. Deze laatste stond in voor de boekhandel van het bedrijf, terwijl Balthasar de contacten met de auteurs verzorgde en de redactie van de teksten.
Zij volgden de richtlijnen die hun vader had uitgestippeld. De samenwerking met het prentenatelier van Theodoor Galle werd voortgezet en bovendien konden ze een beroep doen op Peter Paul Rubens voor het ontwerpen van titelpagina’s en illustraties van hun boeken. Hij bestelde bij Rubens ook 19 portretten, waarvan sommige nog te vinden zijn in het Museum Plantin-Moretus.
De luxueuze edities van liturgische werken maakten indruk op de toenmalige bisschop van Toledo. Zij kregen grote contracten voor leveringen aan Spanje en de Spaanse kolonies.
In 1618 overleed zijn broer Jan II. Balthasar is nooit gehuwd geweest en was dus kinderloos, maar kon vanaf 1629 rekenen op de hulp van zijn neef Balthasar II Moretus, zoon van Jan II Moretus, die later aan het hoofd zou komen te staan van de drukkerij.
Balthasar I was verantwoordelijk voor de uitbreiding van de bedrijfsgebouwen, die opgetrokken werden in renaissancestijl en die uitmondden in een van de prachtigste patriciërswoningen van Antwerpen.